# Epulón
Los epulones o septenviros  fueron el último de los cuatro colegios sacerdotales de la Antigua Roma. Dirigían los épulos, o convites, que se hacían a los dioses para aplacar su ira y tenían cuidado de advertir los defectos o faltas ceremoniales que se cometían en los sacrificios. 
Los epulones tenía derecho a usar la toga pretexta y desde su inicio estuvieron abiertos a la plebe. Su fundación tuvo lugar en el año 196 a. C., siendo cónsules Lucio Furio Purpúreo y Marco Claudio Marcelo, a propuesta del tribuno de la plebe Cayo Licinio Lúculo. En el momento de su constitución, el colegio contaba únicamente con tres miembros según Tito Livio. En tiempo de Lucio Cornelio Sila, según Panvinio creció el número hasta siete, a los que se denominó septemviri epulonum, y Julio César aumentó su número hasta los diez, siendo él mismo nombrado epulón en el 46 a. C. A su muerte se redujeron de nuevo a siete.
De este oficio se halla alguna memoria en inscripciones romanas y en una medalla de la gens Cecilia, en la que se ve a Júpiter recostado en el lectisternio como se lo figuraba en el convite.